# Cystoprosopa
Cystoprosopa is een vliegengeslacht uit de familie van de roofvliegen (Asilidae).

## Soorten
- C. semirufa (Wiedemann, 1828)
- C. sepia Hull, 1962